# ادریس جوماد
ادریس جوماد (انگلیسی: Driss Joumad; ۲۰ مهٔ ۱۹۲۷ – ۱۸ سپتامبر ۲۰۰۹) بازیکن فوتبال اهل مراکش بود.
از باشگاه‌هایی که در آن بازی کرده‌است می‌توان به باشگاه فوتبال بوردو و باشگاه فوتبال الوداد کازابلانکا اشاره کرد.
وی همچنین در تیم ملی فوتبال مراکش بازی کرده‌است.